# Línea C-1 (Cercanías Asturias)
La línea C-1 es una línea de Cercanías del núcleo de Cercanías Asturias, cuyos servicios son operados por Renfe Cercanías.  Conecta la ciudad más poblada de Asturias, Gijón, con la capital autonómica, Oviedo, y con los concejos de Llanera, Siero, Ribera de Arriba, Mieres y Lena, por lo que vertebra gran parte del área metropolitana central de Asturias. Es además la única línea de la red que tiene correspondencia con todas las demás líneas.

## Infraestructura
Circula por la sección comprendida entre Gijón y Puente de los Fierros de la línea León-Gijón, parte de la línea Venta de Baños-Gijón de la Red Ferroviaria de Interés General titularidad de Adif, que cuenta con vía de ancho ibérico y está electrificada a 3000 voltios CC.

## Actualidad
En días de diario, cuenta con una frecuencia de paso de 30 minutos en el tramo entre Gijón, Oviedo y Pola de Lena. El servicio de trenes que llegan hasta Puente de los Fierros es mucho más limitado con 9 trenes diarios, reduciéndose a 7 los fines de semana y festivos. La infraestructura es compartida con trenes Alvia (Larga distancia), trenes regionales (Media Distancia) y trenes de mercancías.
En las franjas horarias de mayor intensidad se prestan servicios semidirectos denominados CIVIS entre las estaciones de Pola de Lena, Ujo, Mieres-Puente, Llamaquique y Oviedo; así como entre Llamaquique, Oviedo, Calzada de Asturias y Gijón que reducen sensiblemente los tiempos de viaje.
Renfe Cercanías también opera entre Oviedo y Gijón con la Línea C-5a, pero pasando por Noreña, El Berrón, Colloto y Parque Principado por la vía de la antigua FEVE.

## Trenes utilizados
La línea se opera con trenes Civia de la Serie 463. 

## Ampliación del Metrotrén
La construcción del Metrotren en la ciudad de Gijón (empezado en 2003) supondrá un aumento de la longitud de la línea de 6,5 km y ganará 6 nuevas estaciones, estando la cabecera de la línea en el Hospital de Cabueñes. Las estaciones son: Estación Intermodal (en detrimiento de Gijón-Sanz Crespo), Plaza Europa, El Bibio, Castiello de Bernueces, Universidad y Hospital de Cabueñes.